# 김새벽
김새벽(1986년 10월 24일 ~ )은 대한민국의 배우이다.

## 출연작

### 영화
- 《잘 봤다는 말 대신》 (2023년, 단편) - 김새벽 역
- 《소울메이트》 (2023년) - 수의사 역
- 《브로커》 (2022년) - 송씨 부인 역
- 《소피의 세계》 (2022년) - 수영 역
- 《킹메이커》 (2021년) - 명숙 역
- 《소설가 구보의 하루》 (2021년) - 지유 역
- 《당신 얼굴 앞에서》 (2021년) - 옛집 주인 역
- 《유공자》 (2021년) - 꼭지 역
- 《마지막 손님》 (2020년, 단편)
- 《도망친 여자》 (2020년) - 우진 역
- 《벌새》 (2019년) - 영지 역
- 《항거: 유관순 이야기》 (2019년) - 김향화 역
- 《국경의 왕》 (2019년) - 유진 역
- 《얼굴들》 (2019년) - 혜진 역
- 《풀잎들》 (2018년) - 지영 역
- 《걷기 좋은 날》 (2018년) - 새벽 역
- 《어른도감》 (2018년) - 후견인감독관 역
- 《파란 입이 달린 얼굴》 (2018년) - 진희 역
- 《누에치던 방》 (2018년) - 여고생 / 김유영 역
- 《초행》 (2017년) - 지영 역
- 《그 후》 (2017년) - 이창숙 역
- 《채씨 영화방》 (2016년) - 명순 역
- 《새들이 돌아오는 시간》 (2016년) - 금희 역
- 《수요기도회》 (2016년) - 소연 역
- 《걷기왕》 (2016년) - 담임 선생님 역
- 《설행 눈길을 걷다》 (2016년) - 젊은 테레사수녀 역
- 《다른 밤 다른 목소리》 (2015년) - 은임 역
- 《한여름의 판타지아》 (2015년) - 혜정 역
- 《제보자》 (2014년) - 연구원 2 역
- 《타짜: 신의 손》 (2014년) - 탈북여인 역
- 《이것이 우리의 끝이다》 (2014년) - 민희 역
- 《만신》 (2014년) - 박씨 아내 역
- 《사려 깊은 밤》 (2013년) - 여자 역
- 《처음이 어렵지》 (2013년)
- 《말로는 힘들어》 (2013년)
- 《줄탁동시》 (2012년) - 순희 역
- 《써니》 (2011년) - 과거 2학년 3반 반장 역

### 드라마
- 《유령》 (2012년, SBS) - 백영서 역
- 《드라마 스페셜 - 환향 - 쥐불놀이》 (2012년, KBS2) - 홍이 역
- 《드라마 스페셜 - 도피자들》 (2018년, KBS2) - 세영 역
- 《홈타운》 (2021년, tvN) - 임세윤 역
- 《드라마 스페셜 - 양들의 침묵》 (2022년, KBS2) - 최형원 역
- 《퀸메이커》 (2023년, Netflix) - 은채령 역
- 《LTNS》 (2024년, TVING) - 세연 역
- 《비밀은 없어》 (2024년, JTBC) - 채연 역

## 수상 및 후보
| 연도 | 시상식                              | 부문                           | 작품                            | 결과 |
| ---- | ----------------------------------- | ------------------------------ | ------------------------------- | ---- |
| 2015 | 제24회 부일영화상                   | 신인여자연기상                 | 한여름의 판타지아               | 후보 |
| 2016 | 제15회 미쟝센단편영화제             | 심사위원 특별상 연기부문       | 새들이 돌아오는 시간            | 수상 |
| 2016 | 제3회 들꽃영화상                    | 여우주연상                     | 한여름의 판타지아               | 후보 |
| 2016 | 제52회 백상예술대상                 | 영화부문 여자 신인연기상       | 한여름의 판타지아               | 후보 |
| 2018 | 제5회 들꽃영화상                    | 여우주연상                     | 초행                            | 후보 |
| 2018 | 제55회 대종상                       | 여우조연상                     | 어른도감                        | 후보 |
| 2018 | 제44회 서울독립영화제               | 집행위원회 특별상              | 벌새                            | 수상 |
| 2019 | 제6회 들꽃영화상                    | 조연상                         | 풀잎들                          | 수상 |
| 2019 | 제3회 말레이시아 골든 글로벌 어워드 | 여우조연상                     | 벌새                            | 수상 |
| 2019 | 제28회 부일영화상                   | 여우조연상                     | 풀잎들                          | 후보 |
| 2019 | 제40회 청룡영화상                   | 여우조연상                     | 벌새                            | 후보 |
| 2020 | 제7회 들꽃영화상                    | 조연상                         | 벌새                            | 후보 |
| 2020 | 제56회 대종상 영화제                | 여우조연상                     | 벌새                            | 후보 |
| 2020 | 제56회 백상예술대상                 | 영화부문 여자 조연상           | 벌새                            | 수상 |
| 2020 | 제25회 춘사영화제                   | 여우조연상                     | 벌새                            | 후보 |
| 2020 | 제29회 부일영화상                   | 여우조연상                     | 벌새                            | 후보 |
| 2022 | KBS 연기대상                        | 드라마 스페셜•TV 시네마상 여자 | KBS 드라마 스페셜 - 양들의 침묵 | 후보 |